# Aéroport Gerald R. Ford de Grand Rapids
Pour les articles homonymes, voir Gerald Ford et GRR.
L'aéroport Gerald R. Ford de Grand Rapids (Gerald R. Ford International Airport) (Code AITA : GRR) est un aéroport international localisé à proximité de la ville de Grand Rapids dans le Michigan aux États-Unis. L'aéroport est nommé en hommage au trente-huitième président américain Gerald Ford qui était originaire de cette ville. Le terminal accueille environ 2 millions de passagers chaque année pour un nombre de mouvements d'avions proche de 100 000. L'aéroport est le plus grand aéroport régional et est relié à d'autres grands aéroports au Canada ou aux États-Unis.

## Histoire
L'aviation fait son apparition dans la région le 10 septembre 1911 lorsqu'un avion biplan atterrit au Comstock Park State Fairgrounds. Le premier aéroport de Grand Rapids est construit à 6 km au sud de la ville en novembre 1919. Le premier vol commercial régulier aux États-Unis relie Grand Rapids à Détroit. L'avion est un monoplan dénommé Miss Grand Rapids. Il commence ses mouvements le 26 juillet 1926.. En 1948, l'aéroport est allongé et traverse ainsi provisoirement une rue locale. Des portes se ferment alors sur la route lors des atterrissages/décollages des avions. 
En 1959, des travaux pour un nouvel aéroport débutent plus à l'est et ce dernier ouvre le 23 novembre 1963 (inauguré officiellement le 6 juin 1964). L'aéroport est au début nommé Kent County Airport. Le premier Boeing 737-200 d'United Airlines atterrit le 28 avril 1968 au départ de Chicago. 
Le 27 janvier 1977, l'aéroport est rebaptisé Kent County International Airport et on y ouvre un service de douane. En 1997, la nouvelle piste (17/3) est ajoutée à l'aéroport pour permettre à l'aéroport de fonctionner durant les travaux de rénovation de la piste 08R/26L dont les travaux se termineront en 2001. L'aéroport est finalement rebaptisé en l'honneur du président  Gerald Ford  en décembre 1999. Le terminal pour passagers sera rénové en 2000 pour un coût de 50 millions de dollars. En 2004, l'aéroport accueille près de 2 millions de passagers.

## Situation
| \| 50 km1:2 570 000 \| Alpena Antrim Flint Charlevoix Cherry Chippewa Delta Grand · Rapids Kalamazoo/ · Battle Creek MBS Muskegon Oakland Pellston Sawyer Welke Lansing Gogebic · Iron Manistee Détroit |
| 50 km1:2 570 000 |

## Statistiques
Pour des raisons techniques, il est temporairement impossible d'afficher le graphique qui aurait dû être présenté ici.

Voir la requête brute et les sources sur Wikidata.

## Compagnies et destinations
| Compagnies         | Destinations | Refs  |
| ------------------ | --- | ----- |
| Allegiant Air      | Las Vegas-Harry-Reid, Orlando-Sanford, Phoenix-Mesa-Gateway, Punta Gorda (Floride), Sarasota-Bradenton, St. Petersburg-Clearwater En saison : Fort Lauderdale-Hollywood, Jacksonville, Nashville, La Nouvelle-Orléans-L. Armstrong, Savannah | [ 2 ] |
| American Eagle     | Charlotte-Douglas, Chicago-O'Hare, Dallas-Fort Worth, Philadelphie, Washington-Reagan En saison : Miami | ,     |
| Delta Air Lines    | Atlanta H.-Jackson, Détroit, Minneapolis-Saint-Paul | [ 5 ] |
| Delta Connection   | Détroit, Minneapolis-Saint-Paul, New York-LaGuardia En saison : Orlando | [ 5 ] |
| Frontier Airlines  | Orlando En saison: Denver , Fort Myers , Phoenix-Sky Harbor, Tampa | [ 6 ] |
| Southwest Airlines | Baltimore-T. Marshall, Chicago-Midway, Denver En saison : Fort Myers, Tampa | [ 7 ] |
| United Airlines    | Chicago-O'Hare En saison : Denver | [ 8 ] |
| United Express     | Chicago-O'Hare, Denver, Houston-George Bush, Newark-Liberty, Washington-Dulles | [ 8 ] |

Édité le 19/07/2019

## Équipements
L'aéroport est équipé de deux pistes parallèles dans la direction est-ouest. Et une piste dans la direction nord-sud. L'aéroport dispose également d'un terminal principal à deux niveaux et deux plus petits terminaux. L'aéroport est localisé à proximité de l'autoroute I-96.